# Olivia Holohan
Olivia Holohan –conocida como Polly Holohan– (4 de julio de 1959) es una jinete irlandesa que compitió en la modalidad de concurso completo.
Ganó dos medallas en el Campeonato Europeo de Concurso Completo, plata en 1991 y bronce en 1989. Participó en los Juegos Olímpicos de Barcelona 1992, ocupando el octavo lugar en la prueba por equipos.

## Palmarés internacional
| Campeonato Europeo | Campeonato Europeo     | Campeonato Europeo | Campeonato Europeo |
| Año                | Lugar                  | Medalla            | Categoría          |
| ------------------ | ---------------------- | ------------------ | ------------------ |
| 1989               | Burghley (Reino Unido) | Medalla de bronce  | Por equipos        |
| 1991               | Punchestown (Irlanda)  | Medalla de plata   | Por equipos        |